# Conan the Barbarian
Conan the Barbarian (no Brasil, Conan, o Bárbaro; em Portugal, Conan e os Bárbaros) é um filme norte-americano de 1982, baseado nas histórias de Robert E. Howard sobre as aventuras do personagem homônimo em um mundo pré-histórico com magia negra e selvageria. A adaptação foi dirigida por John Milius, co-escrita por Milius e Oliver Stone, e produzida por Buzz Feitshans e Raffaela De Laurentiis. Estrelado por Arnold Schwarzenegger e James Earl Jones, Conan the Barbarian conta a história de um jovem bárbaro que procura vingança pela morte de seus pais. O alvo de sua ira é Thulsa Doom, o líder de um culto.
Ideias para um flme sobre Conan foram propostas no início da década de 1970. Um esforço conjunto por Edward R. Pressman e Edward Summer para produzir o filme começou em 1975. Demorou dois anos para os dois conseguirem os direitos de adaptação, depois disso eles chamaram Schwarzenegger para o papel principal e Stone para escrever um rascunho do roteiro. Pressman não tinha dinheiro para seu empreendimento, e em 1979, depois de suas propostas para investimentos serem rejeitadas pelos grandes estúdios, ele vendeu os direitos para Dino De Laurentiis, pai de Raffaela. Milius foi contratado para dirigir e reescreveu o roteiro de Stone. O roteiro final de filmagens integrava cenas das histórias de Howard e de filmes como Kaidan e Shichinin no Samurai.
As filmagens ocorreram na Espanha durante um período de cinco meses, em regiões perto de Madrid e Almería. Os cenários, criados por Ron Cobb, foram inspirados em culturas da Idade Média e nas pinturas de Frank Frazetta. Milius evitou efeitos óticos, preferindo realizar suas ideias com efeitos mecânicos e ilusões óticas. Schwarzenegger realizou a maioria de suas cenas de ação e duas espadas, custando cada uma US$ 10.000, foram forjadas para seu personagem. O processo de edição demorou um ano e várias cenas violentas foram cortadas.
Conan the Barbarian arrecadou mais de US$ 60 milhões mundialmente. Os críticos reagiram de forma negativa a atuação de Schwarzenegger e a violência. Apesar disso, Conan the Barbarian se tornou popular entre os homens jovens, com o filme levando Schwarzenegger ao estrelato mundial[carece de fontes?]. Ele gerou uma sequência, Conan the Destroyer em 1983, e um remake em 2011.

## Sinopse
Há milhares de anos Thulsa Doom (James Earl Jones), um demoníaco feiticeiro, comanda um ataque por motivos até hoje não revelados que poderia ser simplesmente pelo prazer de matar ou para descobrir o segredo do aço, que era guardado pelos moradores de uma aldeia. Conan (Arnold Schwarzenegger), um cimério, vê seus pais serem mortos na sua frente e seu povo ser massacrado, sendo que ele, ainda criança, é levado para um campo de escravos. Os anos passam e ele desenvolve uma enorme força física, o que faz Conan se tornar gladiador. Ele ainda se mantém determinado a vingar a morte dos pais e quando é libertado tenta alcançar seu objetivo. Conan descobre que Thulsa Doom lidera o misterioso culto da serpente e, tentando se aproximar do feiticeiro, faz amizade com dois ladrões, Valeria (Sandahl Bergman) e Subotai (Gerry Lopez). Ao trio é prometida uma vultosa recompensa pelo rei Osric (Max von Sydow), que quer que o trio de guerreiros resgate sua filha, que se tornou uma seguidora de Thulsa Doom.

## Elenco
- Arnold Schwarzenegger...Conan
- James Earl Jones...Thulsa Doom
- Sandhal Bergman...Valéria
- Gerry Lopez...Subotai
- Mako...mago/narrador
- Max von Sydow...Rei Osric
- Ben Davidson...Rexor
- Sven-Ole Thorsen...Thorgrim
- Cassandra Gava...Elemental do fogo
- Valérie Quennessen...princesa
- William Smith...pai de Conan
- Luis Barboo...Red Hair
- Franco Columbu...guia picto

## Prêmios e indicações

### Prêmios
Globo de Ouro
- Nova Estrela Feminina: Sandhal Bergman - 1983[3]

 Saturn Awards
- Melhor atriz: Sandhal Bergman - 1983

### Indicações
Saturn Awards
- Melhor filme de fantasia: 1983
- Melhor figurino: 1983
- Melhor maquiagem: 1983
- Melhor trilha sonora: Basil Poledouris - 1983

 Framboesa de Ouro
- Pior ator: Arnold Schwarzenegger - 1982

## Recepção pela crítica
- Os críticos reagiram de forma negativa a atuação de Schwarzenegger e a violência.
- O crítico estadunidense Roger Ebert disse que Conan the Barbarian é "uma fantasia perfeita para pré-adolescentes alienados".[4]